# George Breen
Pour les articles homonymes, voir Breen.
George Thomas Breen, né le 19 juillet 1935 à Buffalo et mort le 9 novembre 2019, est un nageur américain spécialiste des épreuves de nage libre.

## Palmarès

### Jeux olympiques
- Jeux olympiques de 1956 à Melbourne (Australie) :
  -  Médaille d'argent au titre du relais 4 × 200 m nage libre.
  -  Médaille de bronze du 400 m nage libre.
  -  Médaille de bronze du 1 500 m nage libre.

- Jeux olympiques de 1960 à Rome (Italie) :
  -  Médaille de bronze du 1 500 m nage libre.

### Jeux panaméricains
- Jeux panaméricains de 1959 à Chicago (États-Unis) :
  -  Médaille d'or du 400 m nage libre.